# Санта Мария Капуа Ветере
Вижте пояснителната страница за други значения на Капуа.
Санта Мария Капуа Ветере (на италиански: Santa Maria Capua Vetere) е град и община в провинция Казерта в италианския регион Кампания в Южна Италия.
Населението му е 33 530 жители според данни от преброяването през 2009 г.
До 1861 г. градът се казва Санта Мария Маджоре (Santa Maria Maggiore). Градът е на мястото на античния град Капуа.
Модерният град Капуа се намира на мястото на античния Касилинум. Антична Капуа е основана около 9 век пр. Хр..
През 73 г. пр. Хр. от Капуа започва две години траещото робско въстание на Спартак, след като Спартак избягва заедно със 70 други гладиатори след бунт от намиращото се в Капуа гладиаторско училище.